# Pedioplanis gaerdesi
Pedioplanis gaerdesi — вид ящірок родини ящіркових (Lacertidae). Ендемік Намібії.

## Опис
Довжина ящірки P. gaerdesi (без врахування хвоста) становить 45-50 мм, хвіст дуже довгий, майже втричі довший за решту тіла. Верхня частина тіла золотисто-коричнева, нижня частина тіла кремова, боки поцятковані жовтими плямами. На нижній повіці є велике прозоре "віконце", що складається з однієї луски і окаймлене чорним.

## Поширення і екологія
Pedioplanis gaerdesi мешкають в пустелі Наміб на північному заході Намібії, від Еронго до Каоколенда. Вони живуть в пустелях, на галькових рівнинах та на піщаних діялнках, слабо порослих рослинністю. Зустрічаються на висоті від 200 до 1400 м над рівнем моря. Вдень ящірки шукають їжу на землі і ховаються під камінням або біля підніжжя чагарників. Відкладають яйця.